# Јакоб Буркхарт
Јакоб Буркхарт (25. мај 1818 — 8. август 1897) био је швајцарски историчар уметности и културе, и веома значајан мислилац у областима историографије. Познат је по томе што је био један од првих и највећих заговорника културне историје.Веома је утицао на конципирање историографског изучавања ренесансе, поготову на социјалне и економске услове развитка уметничких дела и праваца. Његово најзначајније историографско остварење је књига под називом Цивилизација Ренесансе у Италији (1860).

## Живот
Јакоб Буркхарт је рођен у Базелу 25. маја 1818. године. Отац му је био протестански свештеник, а породица Буркхарт је припадала круговима угледнијих породица у граду. Као млад Буркхарт је добио квалитетно хуманистичко образовање. Али пре него што се у потпуности окренуо својим каснијим историографским и филолошким интересовањима, провео је три године изучавајући теологију. Након једне краће кризе када је његова вера била у питању, Буркхарт је одбацио свештенички позив и до краја живота није јасно износио своје религијско опредељење, што су неки аутори тумачили као истицање одређене врсте пантеизма.
Од 1839. до 1843. Буркхарт је студирао на Универзитету у Берлину. Ту је дошао под утицај људи као што су историчар Јохан Густав Дројзен, одлучујући утицај када је историја уметности у питању Франц Куглер, а велико интересовање је побудио и Леополд фон Ранке, оснивач модерне историографије. Куглерова предавања су била посебно интересантна за Буркхарта, с обзиром да се од малих ногу занимао за сликарство и архитектуру, што га је све усмеравало га ренесансној Италији. А када је његова концепција историје у питању, таква схватања су умањивала значај правне, политичке и дипломатске историје у односу на културну. Такав став према изучавању прошлости представљао је супротстављену формулацију у односу на тада доминанту школу његовог учитеља Ранкеа, који је историцистички акцентовао значај дипломатске историје и у складу са тим државе и нације.
Након берлинских студија Буркхарт је продубљивао своје знање из историје уметности и историографије генерално. Почео је да предаје на Универзитету у Базелу који није представљао тако престижно место као берлински, па је у неким периодима(1846/1847) писао чланке за базелске конзервативне новине, како би се издржавао. Зиму 1847/1848. је провео у Риму, а након тога се враћа на позицију предавача у Базелу. Није блаконаклоно гледао на револуције 1848/1849. године у које су се активно укључили многи од његових савременика. Био је конзервативно оријентисан, али више у културном него политичком смислу. Своје доба (19. век) је сматрао изузетно површним и надахнуће је проналазио у изучавању много узивишенијих периода који су како је сматрао, били античко или ренесансно доба. Током 1855. године Буркхарт одлучује да се пресели у Цирих, како би на тамношњем универзитету обављао делатност предавача. То је потрајало до 1858. године када се враћа у Базел где остаје до краја свог живота, предајући са прекидима на универзитету и у школи.
Умире 8. августа 1897. године у Базелу, у својој 79. години.

## Дело
Прво дело већег формата, које је прославило Буркхарта било је Доба Константина Великог, написано 1855. године. Буркхарт је ту осликавао један прелазан период какав је представљала владавина Константина Великог, по његовом суду нездравог и неморалног, али такође испуњеног живом културном активношћу. Успон хришћанства је окарактерисан као неминован за ревитализацију европске културе, али су евиденте симпатије које исказује према нестајућој античкој цивилизацији.
Кључно дело Буркхартовог стваралаштва јесте Цивилизација Ренесансе у Италији. Писано је три године, од 1855. до 1858. у периоду када је Буркхарт предавао у Цириху, а завршено је по повратку у Базел. Хронолошки период који књига обухвата се протеже од 14. до 16. века, акцентујући различите аспекта живота у прошлости. Историја ренесансе је сагледана кроз призму три феномена, који у Буркхартовом погледу на историју заузимају кључна места, а то су: држава, религија и култура. Једна од главних теза коју овде Буркхарт заступа јесте аргумент како су модерност и индивидуализам продукти ренесансе. Акцентује се „заосталост” средњег века, као доба које је било интелектуално сиромашно, у супротоности са модерном ренесансом. Иако представља једно од првих илустративнијих и ориглиналнијих дела културне историје, као и историје уметности, главно Буркхартово дело нису заобишле неминовне контрадикције. Оне произилазе пре свега из чињенице да Буркхарт нигде није дефинисао свој концепт модерности, на основу кога би могао да указује на његове корене у италијанској ренесаниси. Његова аргументација када је почетак западног индивидуализма у питању има сличан проблем. Буркхарт не указује на то да ли су сличне концепције индивидуализма постојале у ранијим епохама, као и да је ренесансна изузетна у односу на пређање из тих разлога. Ипак и поред тих недостатака Цивилизација Ренесансе у Италији представља једно од најбољих дела када је увод у историју ренесансе у питању, чему посебно иде у прилог елегантан стил у коме је књига написана.
Од важнијих дела Буркхартовог каснијег стваралаштва издвајају се Повест грчке културе (1898—1902) и Рефлексије о историји (1943). Оба су издата постхумно, од стране његових пријатеља. Повест грчке културе представља велики пројекат који Буркхарт није стигао да заврши, написавши четири тома.Рефлексије о историји је дело у којем износи своје погледе на филозофију историје, као и методолошке аспетке његове концепције прошлости.Његова филозофија историје је одбацивала погледе који су тада били широко прихваћени, као што су вера у историјски прогрес, националну државу или егалитарно друштво.  Управо из тих разлога Буркхарт одбацује ранкеовску историографију која акценат ставља на државу као централи феномен људиског деловања, и заговара прихватање културе, поготову великих уметничких достигнућа прошлости, као антитезу савременом нихилизму. Такви ставови су веома утицали на формирање области изучавања какве су постале културна историја, историја уметности као и интелектуална историја, мада Буркхарт никада није формирао нити био припадних одређене интелектуалне „школе”.